# FC Rastatt 04
Maillots
Le FC Rastatt 04 est un club allemand de football localisé à Rastatt dans le Bade-Wurtemberg.

## Histoire
Le club fut fondé le 9 octobre 1904 au restaurant zur Linde. En 1906, le club engloba le Phönix Rastatt.
Le club obtint ses meilleurs résultats à la fin des années 1920 et dans les années 1930.
En 1936, le club monta en Gauliga Baden, une des seize ligues créées sur ordre du régime nazi dès son arrivée au pouvoir. Le club y joua une saison puis fut relégué. En 1939, le club fut prié par les autorités nazies de fusionner avec le Frankonia Rastatt pour former le SV Fortuna Rastatt. Ce cercle remonta encore une saison en Gauliga Baden, en 1939-1940, puis y joua encore lors des trois dernières saisons de la guerre. 
Après la fin de la Seconde Guerre mondiale, le cercle fut dissous par les Alliés, comme tous les clubs et associations allemands (voir article: Directive n°23).
Reconstitué en 1946, le SV Fortuna Rastatt fut un des fondateurs de l’Oberliga Sud-Ouest, Groupe Sud. Le club y joua les trois premières saisons, puis fut reversé dans la zone Sud mais ne parvint pas à jouer en Oberliga Sud.
Le 23 janvier 1950, la fusion de 1939 fut annulée et le club reprit seul sa destinée sous son nom original de FC Rastatt 04.
En 1972, le club échoua de peu pour la montée en Regionalliga Sud (équivalent D2) en perdant durant le tour final contre le SV Waldhof Mannheim. En 1978, le FC Rastatt 04 fut repris pour créer l’Oberliga Baden-Württemberg (équivalent D3). Le club y évolua, en milieu de tableau jusqu’en 1986. À ce moment, englué dans les soucis financiers, le club fut relégué.
Depuis lors, le FC Rastatt 04 resta dans les divisions régionales.

## Palmarès
- Champion de la Südbaden Liga: 1955, 1972
- Vainqueur de la Südbadischer Pokal: 1946, 1973, 1977, 1981, 1984
- Finaliste de la Südbadischer Pokal: 2002